# مانويل دييغو تيو
مانويل خورخي دييغو تيو (بالإسبانية: Manuel Tello Jorge)‏ (ولد في 16 فبراير 1984 في مدريد) هو لاعب كرة قدم إسباني، يلعب لنادي ألكالا في دوري الدرجة الثانية الإسباني، في مركز خط الوسط.

## وصلات خارجية
- مانويل دييغو تيو على موقع الاتحاد الدولي (مؤرشف)  (الإنجليزية)
- مانويل دييغو تيو على موقع قاعدة بيانات كرة القدم.إي يو (الإنجليزية)
- مانويل دييغو تيو على موقع Soccerway.com (الإنجليزية)

- BDFutbol profile
- Futbolme profile (بالإسبانية)
- Transfermarkt profile